# Margareta von Chlum

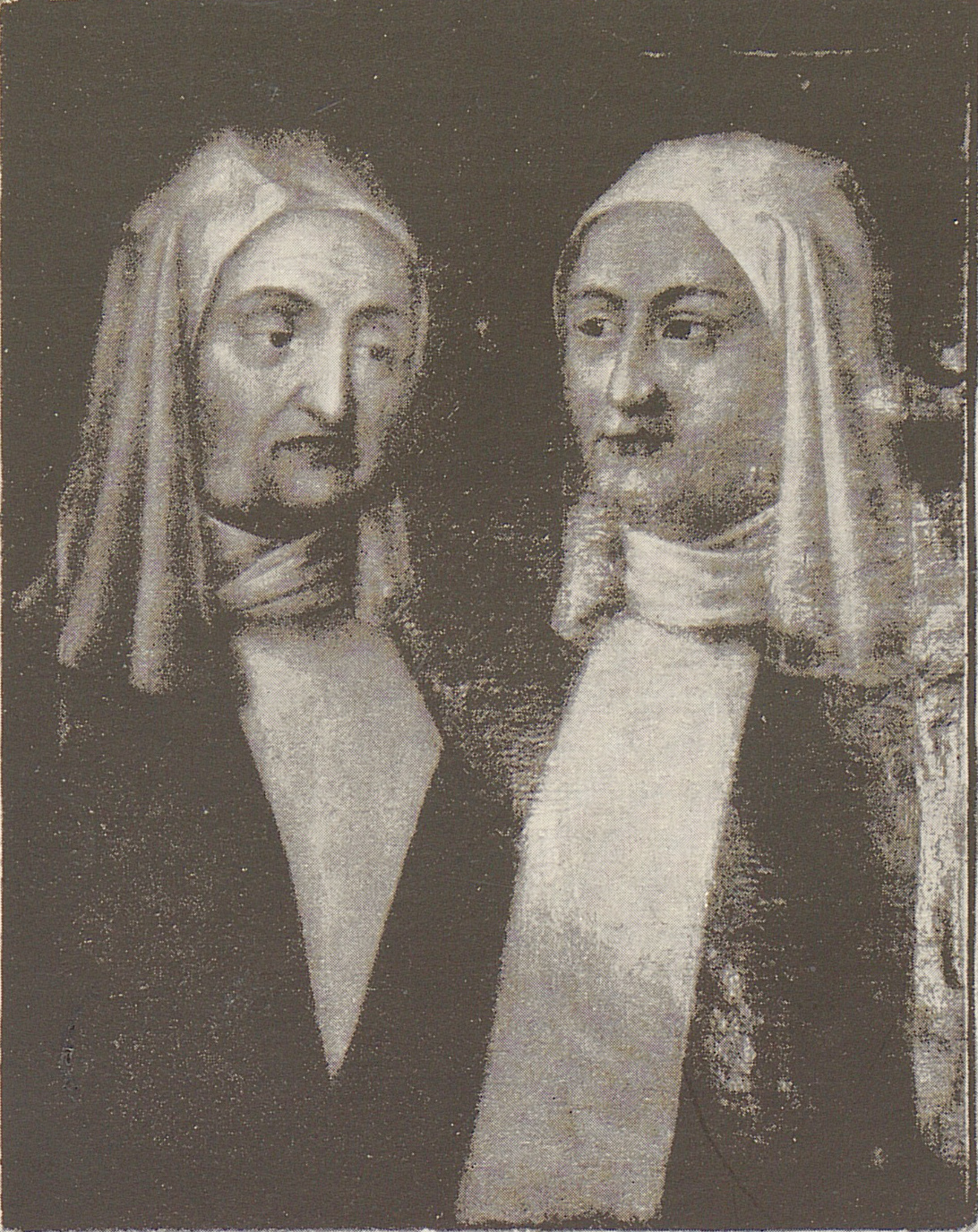
Margareta (links) und Magdalena von Columna

Margareta von Chlum, auch Columna (* vor 1531 in Böhmen; † 10. April 1589 im Stift Gandersheim) war als Nachfolgerin ihrer Schwester Magdalena Äbtissin des Reichsstifts Gandersheim.

## Leben
Beide Schwestern wurden 1531 als Kanonissinnen im Stift aufgenommen. Margarete wurde im selben Jahr bereits Dekanin und unter Beibehaltung dieses Amtes 1534 auch Äbtissin des Stiftes Neuenheerse in der Diözese Paderborn.
Magdalena, seit 1538 als Pröpstin erwähnt, wurde am 12. August 1547 zur Äbtissin von Gandersheim gewählt. Sie wehrte sich gegen Herzog Julius von Braunschweig-Wolfenbüttel, der versuchte, das im Jahre 1568 auf seinen Druck evangelisch gewordene reichsunmittelbare Stift unter seine Kontrolle zu bringen. Die katholisch gebliebene Magdalena wurde von ihm nach der Besetzung der Stiftsgebäude dort inhaftiert und starb in der Haft in der Nacht vom 28. auf den 29. Januar 1577.
Ihre ebenfalls katholisch gebliebene Schwester Margarete wurde 1577 zu ihrer Nachfolgerin gewählt, musste aber mehr als 11 Jahre im Stift Neuenheerse leben, da der Herzog die unnachgiebige Frau nicht als Gandersheimer Äbtissin anerkennen wollte und statt ihrer seine Tochter Elisabeth, später Margarete von Warberg an die Spitze des Stifts wählen lassen wollte. Erst am 16. Februar 1588 wurde ihre Wahl von Herzog Julius anerkannt, wohl auf Vermittlung seiner Gemahlin Hedwig von Brandenburg. Sie starb am 10. April 1589 und wurde neben ihrer Schwester beigesetzt. Ihre Nachfolgerin als Äbtissin wurde am 23. April 1589 die seit 1577 als Dekanin amtierende und aus dem protestantischen Grafenhaus Waldeck stammende Anna Erika von Waldeck.